# Gaspar Roomer

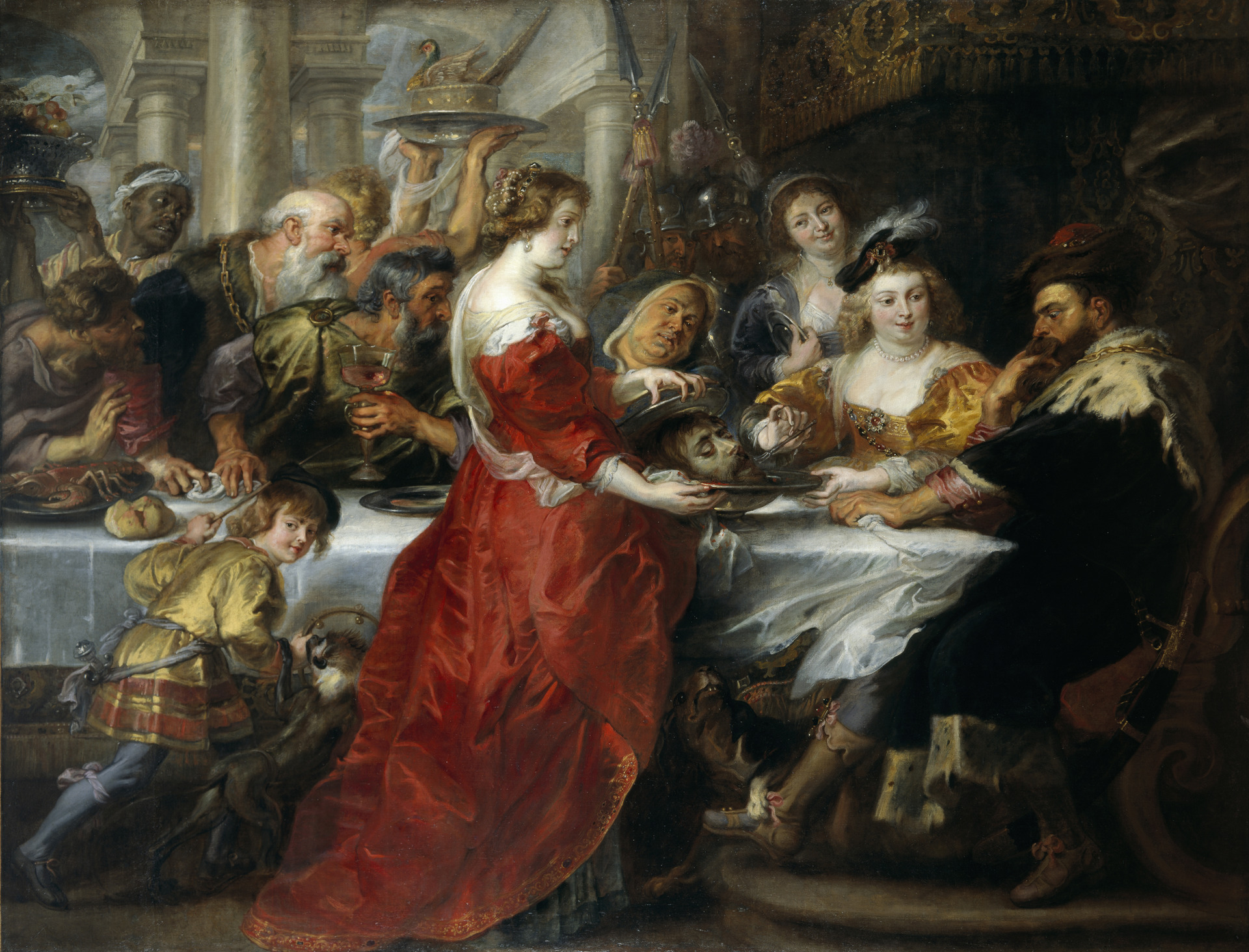
Feest van Herodes, geschilderd door Peter Paul Rubens voor Gaspar Roomer

Gaspar Roomer (Antwerpen, tussen 1596 en 1606 - Napels, 3 april 1674) was een vooraanstaand Brabantse koopman, bankier, mecenas en kunstverzamelaar, die actief was in Napels in de 17e eeuw.

## Levensloop
Geboren in Antwerpen, woonde hij gedurende ten minste vier decennia in Napels, waarschijnlijk vanaf 1626 en zeker vanaf de jaren 1630. Hij verwierf een aanzienlijk vermogen door de handel, vooral met de Vlaamse en Nederlandse provincies, en bankactiviteiten, waaronder zijn rol als financier van koning Filips IV van Spanje. Zijn vennoot was Jan van den Eynde, die ook afkomstig was uit Brabant.
Hij bezat een ruime villa genaamd 'Villa Bisignano' (nu ook gekend als 'Villa Roomer') in de Barra wijk van Napels. De balusters in de villa zijn, misschien op zijn voorstel, versierd met houtsnijwerk van krijgers en gebochelde personages, gebaseerd op Noord-Europese prenten. De tijdgenoot en historicus Giulio Cesare Capaccio schreef ook over 'prachtige ornamenten die helemaal uit China kwamen'. Roomer had voorts chinoiserie meubels en dit heeft mogelijk een rol gespeeld in het populariseren van deze stijl in Napels. Hij was actief in de kunsthandel tussen Zuid-en Noord-Italië door bemiddeling van agenten waaronder onder meer de Vlaamse kunstenaars en handelaren Cornelis de Wael en Abraham Brueghel, die in Genua en Rome woonden.

## Kunstverzameler en mecenas
Gaspar Roomer maakte deel uit van een groep privė-mecenassen en verzamelaars in Napels, waartoe ook zijn landgenoot Ferdinand Vandeneynden behoorde, die hebben bijgedragen aan een modernere en meer naar buiten gerichte smaak in de schilderkunst in Napels vanaf het midden van de jaren 1630.  Roomers smaak was zowel hedendaags als ruim in stijlen en zonder nationale beperkingen.  Hij verzamelde werken van Vlaamse en Nederlandse meesters zowel as die van lokale schilders. Hij kocht aan in verschillende genres zoals caravaggistische schilderijen, landschappen en genrestukken. Roomer was uniek onder 17e-eeuwse verzamelaars omdat hij veel niet-religieuze werken verwierf. Hij was ook een verwoed verzamelaar van tekeningen. Toen hij in 1674 stierf bevatte zijn kunstcollectie meer dan 1500 schilderijen. Zijn collectie geraakte door heel Europa verspreid na zijn dood.
Hij was een beschermheer van kunstenaars. In de late jaren 1630 gaf hij Rubens de opdracht voor het schilderij Het Feest van Herodes (nu in de National Gallery of Scotland in Edinburgh). Dit schilderij van Rubens heeft mogelijk bijgedragen aan de invoering in Napels van een neo-Venetiaanse stijl die een invloed zou hebben op de evolutie van de lokale barok. Hij nodigde ook de plaatselijke schilder Aniello Falcone uit om fresco's in zijn villa te schilderen. Deze cyclus over de Bijbelse Mozes geschilderd in de Villa Roomer is de enige geheel overlevende frescocyclus van deze kunstenaar. Als kunsthandelaar en mecenas speelde Roomer een belangrijke rol in de verspreiding van verschillende artistieke stijlen in Napels.
De schilders opgenomen in zijn collectie waren (in alfabetische volgorde):
Leonard Bramer, Giacinto Brandi, Giacomo Borgognone, Jan van Boeckhorst, Gerard van der Bos, Jan Brueghel de oudere, Paul Bril, Caracciolo, Giovanni Benedetto Castiglione, Viviano Codazzi, Jacques Duyvelant, Aniello Falcone, Luca Giordano, Guercino, David de Haen, Pieter van Laer, Jan Miel, Cornelius van Poelenburgh, Cornelis Schut, Goffredo Wals, Bartolommeo Passante, Mattia Preti, Ribera, Peter Paul Rubens, Sacchi, Carlo Saraceni, Massimo Stanzione, Van Dyck, Simon Vouet en Pieter de Witte.